# A Man's Life: Charles Aznavour
 (mars 2025).
Albums de Charles Aznavour
Of Flesh and Soul – Charles Aznavour Sings in English
(1970) I Have Lived
(1972)
A Man's Life: Charles Aznavour est le 6e album studio de Charles Aznavour en anglais. Il sort en 1970.
Cet album a été réédité en 1971 sous le titre Aznavour sings Aznavour Vol. 2 sous l'étiquette Barclay/France, où la chanson A Blue Like the Blue of Your Eyes remplace Yesterday When I Was Young. L'album présente des réenregistrements des titres suivants : The Wine of Youth (2e version) et Yesterday When I Was Young (2e version).

## Liste des chansons
| 1. | To my daughter (À ma fille)                             | Charles Aznavour, Adapt. Bob Morrison                  | 04:11 |
| 2. | Sunday's not my day (Je hais les dimanches)             | Charles Aznavour / Florence Véran, Adapt. Bob Morrison | 03:08 |
| 3. | The palace of our illusions (Le palais de nos chimères) | Charles Aznavour, Adapt. Bob Morrison                  | 03:12 |
| 4. | I will give to you (Je te donnerai)                     | Charles Aznavour, Adapt. Bob Morrison                  | 02:27 |
| 5. | The wine of youth (2e version) (Sa jeunesse)            | Charles Aznavour, Adapt. Bob Morrison                  | 03:28 |
| 6. | Life is sad (Tout s'en va)                              | Charles Aznavour, Adapt. Bob Morrison                  | 02:48 |

| 7.  | It will be my day (Je m'voyais déjà)                   | Charles Aznavour, Adapt. Bob Morrison                       | 04:22 |
| 8.  | The town (La ville)                                    | Charles Aznavour / Gilbert Bécaud, Adapt. Bob Morrison      | 04:35 |
| 9.  | If I had a piano (Si j'avais un piano)                 | Charles Aznavour / Gabriel Wagenheim, Adapt. Bob Morrison   | 02:30 |
| 10. | The day we've waited for (Ce jour tant attendu)        | Charles Aznavour / Alexandre Siniavine, Adapt. Bob Morrison | 02:37 |
| 11. | Yesterday, when I was young (2e version) (Hier encore) | Charles Aznavour, Adapt. Herbert Kretzmer                   | 02:49 |
| 12. | The road to eternity (Le chemin de l'éternité)         | Charles Aznavour, Adapt. Bob Morrison                       | 03:02 |